# Тьопенко Віктор Миколайович
Ві́ктор Микола́йович Тьопенко (1972—2022) — сержант Збройних Сил України, учасник російсько-української війни, який загинув під час російського вторгнення в Україну.

## Життєпис
Народився 9 червня 1972 у с. Заліське (Тальнівський район, Черкаська область). Після закінчення школи навчався в Дніпродзержинському технікумі фізичної культури. Далі пройшов строкову службу у складі в повітряно-десантних військ. Працював на посаді інструктора по спорту в КСП «Заліське», вчителем фізкультури у місцевій школі. Вищу освіту здобув у Черкаському державному університеті імені Богдана Хмельницького за спеціальністю «фізичне виховання».
Учасник АТО на сході України у 2015 році.
З перших днів російського вторгнення в Україну став на захист Батьківщини. Був командиром відділення розвідувальної роти 3-ї окремої танкової бригади ЗСУ.
З 24 березня 2022 року вважався зниклим безвісти під час виконання бойового завдання в с. Суха Кам'янка Ізюмського району Харківської області. Згодом з'ясувалося, що він зазнав травм, несумісних з життям. 
Похований у травні 2023 року в рідному селі Заліське..

## Нагороди
- орден «За мужність» III ступеня (10.11.2023) (посмертно) — за особисту мужність, виявлену у захисті державного суверенітету та територіальної цілісності України, самовіддане виконання військового обов’язку[4].